# Tatort: Trimmel und Isolde
Trimmel und Isolde ist ein deutscher Fernsehkrimi von Peter Weck aus dem Jahr 1982. Er entstand als 141. Folge der Kriminalreihe Tatort.

## Handlung
Am 30. September 1981 dirigiert der bekannte Siegfried Matuschek in der Hamburgischen Staatsoper Richard Wagners Tristan und Isolde. Im Publikum sitzen auch Matuscheks Tochter Isolde Bothüter und ihr Liebhaber, der Italiener Valpone. Am nächsten Spätnachmittag erreicht die Hamburger Polizei der Notruf einer Frau – Isolde. Sie ist kaum zu verstehen, der Anruf wird zurückverfolgt und zwei Polizisten finden Isolde schließlich schwer verletzt in ihrer Wohnung. Sie wurde offensichtlich niedergeschlagen. Kurz darauf verstirbt sie noch in der Wohnung an ihren Verletzungen. Alles deutet darauf hin, dass während der Tat laut eine Schallplatte mit Tristan und Isolde lief, sodass Nachbar Dalkow, selbst wenn er zuhause gewesen wäre, nichts von der Tat gehört haben könnte. Dalkow bestätigt zudem, dass Isolde ständig und sehr laut Wagner gehört habe. Daher sei auch ihre Ehe zu Redakteur Klaus in die Brüche gegangen. Sie habe jedoch in Valpone einen Musik-Liebhaber gefunden. Valpone erscheint kurz darauf in der Wohnung und ist entsetzt, dass Isolde tot ist. Die Ermittler bringen ihn zur Vernehmung aufs Revier, doch hat Valpone ein Alibi.
Die Ermittler um Paul Trimmel wundert, dass Isoldes neunjährige Tochter Isolde noch nicht nach Hause gekommen ist. Der Abend ist bereits fortgeschritten und Ermittlerin Karin Stiller sucht nun akribisch die Wohnung ab. Sie findet Isolde unter Schock stehend eingeschlossen in einer Abstellkammer vor. Auf erste Nachfragen, wer zuletzt bei ihrer Mutter war, deutet Isolde durch Verweigerung einer Antwort an, dass ihr Vater der Gesuchte ist. Isolde wird zur Beobachtung ins Krankenhaus eingeliefert. Hier wiederum dürfen die Ermittler Isolde nicht mehr befragen, da sie zeitweilig der Obhut des Jugendamtes übergeben wurde, das jeglichen Kontakt zur Tochter strikt untersagt.
Ein Zeuge meldet sich, der einen Mann beim Verlassen der Wohnung gesehen hat. Die Beschreibung könnte auf Klaus Bothüter passen. Eine Nachbarin hatte der Toten am Tattag 600 Mark von der Sparkasse geholt. Das Geld fand sich nicht in der Wohnung, sodass die Ermittler von Raubmord ausgehen. Klaus musste Isolde hohe Alimente zahlen. Er war nach der Tatzeit mit seiner neuen Freundin Marlies Effenberger essen, ließ die Rechnung jedoch anschreiben, sagt der Wirt Westphal aus. Dies bringt Trimmel von seiner Spur ab, nach der Klaus des Geldes wegen gemordet hat. Dennoch unterzieht er Klaus einem Verhör, an dessen Ende Klaus emotional zusammenbricht. Trimmel hatte ihm vorgeworfen, dass der Täter auch den Tod der Tochter billigend in Kauf genommen habe, die in ihrem Gefängnis hätte ersticken können. Klaus versucht, Erklärungen dafür zu geben, warum der Täter das Kind nach der Tat nicht freigelassen oder anonym einen Hinweis darauf gegeben habe, wo sich das Kind befindet. Als Klaus erkennt, dass er sich verraten haben könnte, stellt er das Verhörtonband ab und beschimpft Trimmel. 
Trimmel lässt ihn scheinbar gehen, dabei jedoch beschatten. Klaus schlägt einen der beiden zivilen Polizisten nieder und flieht. Er sucht seine Tochter Isolde im Krankenhaus auf und sie empfängt ihn begeistert. Sie will wissen, ob beide wie geplant in den Ferien verreisen. Trimmel erscheint und nimmt Klaus fest. Klaus’ Fingerabdrücke an der Tatwaffe, einer Wagnerbüste, und eine Zigarettenkippe von Klaus’ Lieblingsmarke Parisienne in der Wohnung sind Indizien, die eine Mordanklage rechtfertigen. Klaus’ Umfeld tut alles, um seinen Namen reinzuwaschen. Seine Zeitung Mittag präsentiert Klaus als unschuldig angeklagten Mann, während Marlies Effenberger alles daran setzt, mit Klaus Isolde adoptieren zu können. Klaus’ Verteidigung übernimmt Marlies’ Ex-Freund Schenkel.
In der Verhandlung kann nicht zweifelsfrei nachgewiesen werden, dass Klaus der Täter war. Zwar sprechen die Indizien für seine Tat, doch lassen sich alle Beweise auch zu seinen Gunsten interpretieren. Da Isolde von ihrem Aussageverweigerungsrecht Gebrauch macht, kommt sie als Hauptbelastungszeugin nicht infrage, zumal ihr Verhältnis zur Mutter schlecht war. Ein Hauptmotiv für Klaus’ Unschuld ist am Ende die Aussage des Wirts Westphal, dass Klaus die Zeche anschreiben ließ. Das hätte er nach Ansicht des Richters nicht getan, wenn er Geld gehabt hätte. Zeuge Westphal wird jedoch nicht vor Gericht befragt, weil er verletzt im Krankenhaus liegt. Das Urteil lautet Freispruch. Weil sich Siegfried Matuschek lautstark ereifert, wird die Verhandlung unterbrochen. 
In der Pause kommt überraschend Wirt Westphal ins Gericht. Fotograf Gerber berichtet ihm, dass Klaus freigesprochen wurde, unter anderem, weil er am Tattag kein Geld hatte, um das Essen zu bezahlen. Westphal berichtet, Klaus habe 600 Mark bei sich gehabt und sie ihm und seiner Freundin sogar gezeigt. Dennoch habe er anschreiben lassen, wie er dies schon früher getan habe. Er habe wiederum bei der Befragung nichts von dem Geld erzählt, da die Polizisten ihn danach nicht gefragt hätten. Gerber ist erschüttert, weiß er doch nun, dass Klaus Isolde getötet hat. Die Urteilsverlesung wird kurz darauf beendet. Der Richter schließt die Sitzung mit den Worten, dass wenn Klaus doch schuldig sei, er dies nun bis an sein Lebensende mit seinem Gewissen vereinbaren müsse. Vor dem Gericht wird Klaus von Marlies und Tochter Isolde begrüßt. Isolde ist glücklich, da er nun mit ihr zusammen die Ferien verbringen könne.

## Produktion
Trimmel und Isolde beruht auf dem Kriminalroman Trimmel und Isolde von Friedhelm Werremeier, der auch das Drehbuch zum Film verfasste. Es war nach Urlaubsmord und Annoncenmord der dritte Tatort-Krimi, bei dem Peter Weck Regie führte. Mit Hauptdarsteller Walter Richter, der hier in seiner elften und letzten Tatort-Folge als Hauptermittler Trimmel zu sehen ist, war Weck auch privat befreundet. Komponist Uwe Röhl, zu der Zeit Hauptabteilungsleiter Musik des NDR, übernahm eine kleine Nebenrolle als Dirigent Siegfried Matuschek.
Die Dreharbeiten fanden von Oktober bis November 1981 in Hamburg und Umgebung statt. Die Kostüme schuf Ingeburg Wolf, die Filmbauten stammen von Gerd Staub. Der Film erlebte am 19. September 1982 auf der ARD seine Fernsehpremiere und erreichte eine Einschaltquote von 47 % (16,28 Millionen Zuschauer).

## Kritik
Die TV Spielfilm nannte den Krimi „ein Muss für Trimmel- und Wagner-Freunde“.